# Exploratores
Les exploratores étaient durant l’Antiquité des soldats de l’armée de Rome spécialisés dans la reconnaissance en territoire ennemi. Ils étaient chargé de rechercher l’ennemi et de suivre ses mouvements.

## Distinction des termes
Sous la République, les termes de speculatores et exploratores étaient indifféremment utilisés pour désigner les éclaireurs, guetteurs, agents clandestins et unités de reconnaissance de l’armée romaine. Il s’agissait d’hommes ou d’unités régulières affectés à ces missions.
À la fin de la République ou au début de l’Empire, le terme exploratores désignait les unités utilisées pour la reconnaissance en profondeur, à la recherche de l’ennemi, tandis que celui de speculatores désignait les hommes utilisés pour guetter, observer le camp de l’ennemi voire s’y introduire clandestinement.

## Organisation et mission
La mission des exploratores consiste à rechercher l’ennemi loin en avant de l’armée, à évaluer son importance, à suivre les mouvements de celui-ci, faire des prisonniers et tester sa force.
Sélectionnés parmi les unités régulières, ils forment dans chaque légion romaine une unité de cavalerie de 65 hommes (à ne pas confondre avec les cavaliers légionnaires (equites legionis) utilisés comme messagers et pour l’exécution de missions spéciales).
Les auxilaires intègrent également ce type de spécialistes : par exemple, la XXe cohorte des Palmyréniens qui disposait de quinze exploratores (dix cavaliers et cinq fantassins).
Ils étaient choisis parmi les hommes les plus expérimentés de la cavalerie et recevaient les meilleurs chevaux. D'après Pline le Jeune, ils utilisaient un silex particulier pour allumer un feu clandestinement et rapidement.
Un ex-voto en grès désignant une de ces unités a été retrouvé lors des fouilles du camp romain d'Obernburg.

### Nouvelles unités
Au IIe siècle apr. J.-C. apparaît une nouvelle catégorie d’exploratores en Germanie inférieure (cf. le camp romain d'Obernburg). Ils forment des unités indépendantes (de cavalerie ou d'infanterie) sous le commandement de praepositi ou praefecti et d’un statut plus élevé que les anciens exploratores. Ils sont stationnés sur une position avancée près de la frontière comme les equites sagittarii indigenae au cœur du désert du Neguev. Au IIIe siècle, ils sont utilisés dans d'importantes garnisons en avant du limes avec des cohortes equitatae. On leur ajoindra des speculatores (dits explorationes) afin d’accroître leur sécurité.
Ces troupes étaient sélectionnées dans la légion et formaient des numeri.
Après leur apparition en Germanie inférieure, on les retrouve dans des campagnes militaires à travers tout l'empire.
Des regroupements de speculatores formaient des unités d'exploratores.
Leurs missions impliquaient, outre le renseignement, de patrouiller et de mener des reconnaissance en force.